# Ђавоља варош (филм)
Ђавоља варош је српски филм из 2009. године по сценарију и у режији Владимира Паскаљевића.
Филм је премијерно приказан 9. јула 2009. године у Сава центру. Филм је учествовао на бројним фестивалима. Освојио је специјалну награду на Интернационалном филмском фестивалу у Палм Спрингсу и награду за најбољи филм на Филмском фестивалу у Трсту.
Продуцент филма "Ђавоља варош" је Милан Томић из филмске куће MT Images Media.

## Радња
Филм "Ђавоља Варош" је црнохуморна фикција базирана на истинитим причама из свакодневнице, а радња филма протеже се кроз два годишња доба, лето и зиму. Главни јунаци овог филма су ликови из народа: тинејџери, таксисти, предузимачи, проститутке, незапослени, пензионери, тајкуни, неостварени уметници, повратници из иностранства и остали слојеви становништва.
Филм о људима које воде основне људске потребе – инстинкти, опсесије, амбиције, страхови и фрустрације. 
Филм је структуиран као динамична вишеструка прича с више повезаних ликова чији се путеви укрштају у једном дану.
Јелена жели да игра тенис, али њени родитељи то не могу да јој обезбеде. Мајка јој је математичарка која се издржава радећи по кућама. Отац се посветио духовном животу и жели да се замонаши. Ивана је Јеленина најбоља другарица, она игра тенис, а њена мајка је имућна власница отменог бордела. Ивана мисли да јој је мајка преводилац, а не зна ко јој је отац, па га тражи преко интернета. Ћирил је син моћног тајкуна, који парама може све да купи. Његова девојка, Наталија га напушта и одлази са старијим момком,  Борисом. Борис је сву уштеђевину зарађену у иностранству уложио у изградњу једне некретнине. Пензионер, бивши гинеколог, одлази у јавну кућу, јер жели још само једном да види. Таксиста је направио списак ликова који су му криви за све у животу. Виктор по цео дан гледа тенис и чува бебу, наћи ће посао, само да „наши све ово освоје“. Милош је неправедно отпуштени радник који очајнички тражи посао. Филомен, његов пријатељ га је већ нашао-смислио је да сними филм о Ђавољој вароши, и да узме паре од државе.

## Улоге
| Глумац              | Улога                |
| ------------------- | -------------------- |
| Лазар Ристовски     | таксиста Рајко Зорић |
| Небојша Миловановић | Борис                |
| Јана Милић          | Наталија             |
| Урош Јовчић         | Ћирил                |
| Горан Јевтић        | Филомен              |
| Власта Велисављевић | пензионер            |
| Игор Ђорђевић       | Виктор               |
| Лена Богдановић     | Марна                |
| Славко Штимац       | Милош                |
| Радослав Миленковић | Илија                |
| Мина Чолић          | Ивана                |
| Марија Зељковић     | Јелена               |
| Драган Петровић     | Милко                |
| Душан Јакишић       | Живко                |
| Даница Ристовски    | Зорка Рајић          |
| Ненад Пећинар       | Мики                 |
| Јаков Јевтовић      | тренер               |
| Марта Береш         | Нутела               |
| Ђорђе Косић         | Лука                 |
| Андреа Ердељ        | Драгица              |
| Арон Балаж          | Јохан Шварц          |